# Суад Черуаті
Суад Черуаті (10 лютого 1989) — алжирська плавчиня. Учасниця Чемпіонату світу з водних видів спорту 2017 на дистанції 1500 метрів вільним стилем. Учасниця Чемпіонату світу з водних видів спорту 2019 на дистанціях 800 і 1500 метрів вільним стилем. В обох дисциплінах вона не потрапила до фіналу.